# Güiro
En güiro er et latinamerikansk percussion-instrument. På grund af dens form bliver den også kaldt "franskbrød".
Güiroen er hul, med en åbning i den ene ende. Overfladen har parallelle riller, som man bevæger en stav henover i forskelligt tempi, hvilket frembringer en skraldelignende lyd. Oprindeligt blev en güiro bygget af træ, men moderne udgaver af instrumentet kan også være af glasfiber (se foto). 